# R. Kellys diskografi (produktioner för andra)
Det här är en "produktion diskografi" av R. Kelly, låtar som är producerad av R. Kelly till sig själv ingår inte i denna lista.

## 1991

### David Peaston- Mixed Emotions
- 06. I
- 08. String
- 09. Everybody Needs Somebody

### Vickie Winans- The Lady
- 10. Don't Throw Your Life Away (Remix)

## 1992

### Hi-Five- Keep It Goin' On
- 02. Quality Time
- 05. A Little Bit Older Now
- 07. Let's Get It Started (Keep It Goin' On)
- 08. Video Girl

## 1993

### Billy Ocean- Time To Move On
- 08. Rose
- 09. Can We Go 'Round Again
- 10. Everything's So Different Without You

### The Winans- All Out
- 01. Payday
- 04. That Extra Mile

## 1994

### Aaliyah- Age Ain't Nothing But A Number
- 01. Intro
- 02. Throw Your Hands Up
- 03. Back & Forth
- 04. Age Ain't Nothing But a Number
- 05. Down with the Clique
- 06. At Your Best (You Are Love)
- 07. No One Knows How to Love Me Quite Like You Do
- 08. I'm So Into You
- 09. Street Thing
- 10. Young Nation
- 11. Old School
- 12. I'm Down
- 13. Back & Forth

### Changing Faces- Changing Faces
- 01. Stroke You Up
- 02. Foolin' Around
- 13. All Is Not Gone

### Ex-Girlfriend - It's A Woman Thang
- 03. You for Me

### A Low Down Dirty Shame OST
- 04. R. Kelly - Homie, Lover, Friend (Lookin' For My Homie Mix)
- 06. Changing Faces - Stroke You Up (Remix)
- 07. Aaliyah - The Thing I Like

### Janet Jackson- janet. Remixed
- 11. Any Time, Any Place (R. Kelly Mix)

### N-Phase - N-Phase
- 02. Spend The Night

### Toni Braxton- How Many Ways
- 04. How Many Ways (Remix)

## 1995

### Quincy Jones- Q's Jook Joins
- 11. Heavens Girl

### Michael Jackson-HIStory
- 09. You Are Not Alone

### Michael Jackson- You Are Not Alone (single)
- 02. You Are Not Alone (R. Kelly Remix)

## 1996

### The Isley Brothers- Mission to Please
- 03. Let's Lay Together
- 05. Can I Have A Kiss (For Old Time's Sake)?
- 06. Mission To Please You

### Johnny Gill- Let's Get the Mood Right
- 09. Someone To Love

### MC Lyte- Bad As I Wanna B
- 10. Two Seater

### A Thin Line Between Love and Hate OST
- 04. R. Kelly - Freak Tonight

### Toni Braxton- Secrets
- 10. I Don't Want To

## 1997

### Changing Faces- All Day, All Night
- 02. G.H.E.T.T.O.U.T.
- 07. All Of My Days
- 08. All Day, All Night
- 09. G.H.E.T.T.O.U.T. (Pt. 2)

### Mary J. Blige-Share My World
- 08. It's On

### Vanessa Williams- Next
- 10. Start Again

## 1998

### Celine Dion- These Are Special Times
- 14. I'm Your Angel

### Luther Vandross- One Night with You: The Best of Love, Volume 2
- 02. When You Call On Me

### Sparkle- Sparkle
- 01. Good Life
- 02. Time To Move On
- 03. Lean On Me
- 04. I'm Gone
- 05. Turn Away
- 06. What About
- 07. Be Careful
- 08. Nothing Can Compare
- 09. Quiet Place
- 10. Lovin' You
- 11. Straight Up
- 12. Vegas
- 13. No Greater
- 14. Play On
- 15. Plenty Good Lovin'

### Trin-I-Tee 5:7- Trin-I-Tee 5:7
- 02. God's Grace

### Gerald Levert- Love & Consequences
- 09. Men Like Us

## 1999

### Blaque- Blaque
- 06. 808

### Life OST
- 02. It's Like Everyday
- 03. Stimulate Me
- 04. Fortunate
- 05. Lovin' You
- 06. Every Which Way
- 07. It's Gonna Rain
- 08. Discovery
- 09. Follow The Wind
- 10. Why Should I Believe You
- 13. Speechless
- 14. Life

### Trin-I-Tee 5:7- Spiritual Love
- 08. There He Is

## 2000

### Changing Faces- Visit Me
- 01. Visit Me

### Kelly Price- Mirror Mirror
- 04. At Least (The Little Things)

## 2001

### 112- Part III
- 14. Do What You Gotta Do

### The Fast and the Furious OST
- 06. R. Kelly - Take My Time Tonight

### Michael Jackson-Invincible
- 07. Cry

### Syleena Johnson- Chapter 1: Love, Pain & Forgiveness
- 02. I Am Your Woman

### The Isley Brothers- Eternal
- 02. Contagious

### Blaque-Blaque Out
- 14. She Ain't Got That Boom (808 Remix)

## 2002

### B2K- Pandemonium!
- 02. Bump, Bump, Bump
- 03. Girlfriend
- 06. Bump That
- 08. What A Girl Wants

### Nivea- Nivea
- 02. Ya Ya Ya (feat. Lil' Wayne & R. Kelly)
- 05. Laundromat (feat. R. Kelly)

### Syleena Johnson- Chapter 2: The Voice
- 05. Guess What

### Truth Hurts- Truthfully Speaking
- 11. The Truth

## 2003

### B2K- Greatest Hits
- 03. Girlfriend (Pied Piper Remix)

### Big Tymers- Big Money Heavyweight
- 03. Gangsta Girl

### Boo & Gotti - Perfect Timing
- 06. Dear Ghetto

### Britney Spears- In The Zone
- 07. Outrageous

### Nick Cannon- Nick Cannon
- 03. Gigolo

### Ginuwine- The Senior
- 04. Hell Yeah
- 15. Hell Yeah (Remix)

### The Isley Brothers- Body Kiss
- 01. Superstar
- 02. Lucky Charm
- 03. What Would You Do?
- 04. Body Kiss
- 05. Busted
- 06. Showdown Vol. 1
- 07. Keep It Flowin'
- 08. Prize Possession
- 09. Take a Ride
- 11. I Like
- 12. What Would You Do? Pt. 2

### JS - Ice Cream
- 01. Love Angel
- 03. Ice Cream
- 04. Bye-Bye
- 05. Slow Grind
- 06. Half
- 07. Ice Cream (Remix)
- 12. Stay Right Here
- 14. Sister

### Michael Jackson- Number Ones
- 17. One More Chance

### Michael Jackson- One More Chance (US Promo 12 Inch Disc Vinyl Single)
- 02. One More Chance (R. Kelly Remix)

### Joe- And Then...
- 03. More & More
- 08. Make You My Baby

### Russell- When I'm With You
- 02. Rich Man

### Syleena Johnson- Chapter 2: The Voice
- 01. Guess What (Guess Again) (Remix)

### 2 Fast 2 Furious OST
- 05. Tyrese - Pick Up The Phone

## 2004

### ATL- The ATL Project
- 02. Calling All Girls

### Britney Spears-Greatest Hits: My Prerogative
- 14. Outrageous (R. Kelly Remix)

### Ja Rule- R.U.L.E.
- 03. Wonderful

### Jennifer Lopez- The Reel Me
- 06. Baby I Love U! (R. Kelly Remix)

### Marques Houston- MH
- 02. Clubbin'
- 17. Clubbin' (Remix)

### Ciara- Goodies
- 09. Next To You

### Tamia- More
- 05. Questions

### Twista- Kamikaze
- 10. So Sexy
- 17. So Sexy Chapter II (Like This)

## 2005

### Do Or Die- D.O.D.
- 08. Magic Chick

### Nivea- Complicated
- 11. Gangsta Girl

### Ray J- Raydiation
- 09. Quit Actin'

### Syleena Johnson- Chapter 3: The Flesh
- 02. Hypnotic
- 04. Special Occasion

### Charlie Wilson[förtydliga]- Charlie, Last Name Wilson
- 01. Magic
- 02. Charlie, Last Name Wilson
- 05. No Words

## 2006

### Ruben Studdard- I Need An Angel
- 01. I Need An Angel

### Sharissa- Every Beat Of My Heart
- 04. In Love Wit A Thug (Feat. R. Kelly)

### The Isley Brothers- Baby Makin' Music
- 02. Blast Off

### Tyrese- Alter Ego
- 08. Hurry Up
- 09. Signs Of Love Makin', Pt. 2

## 2007

### Trey Songz- Trey Day
- 08. Grub On

### Jaheim- The Makings of a Man
- 02. Hush

### Twista- Adrenaline Rush 2007
- 09. Love Rehab

### Tyler Perry's Daddy's Little Girls
- 02. R. Kelly - Don't Let Go

## 2008

### James Andrew
- 00. Welcome To My World
- 00. Savannah Chocolate
- 00. It's R&B (feat. R. Kelly)

### Pussycat Dolls- Doll Domination
- 06. Out Of This Club (feat. R. Kelly & Polow da Don)

## 2009

### Whitney Houston-I Look to You
- 04. I Look to You
- 11. Salute